# Anaulacomera surdastra
Anaulacomera surdastra är en insektsart som beskrevs av Piza Jr. 1972. Anaulacomera surdastra ingår i släktet Anaulacomera och familjen vårtbitare. Inga underarter finns listade i Catalogue of Life.